# Línea A-A

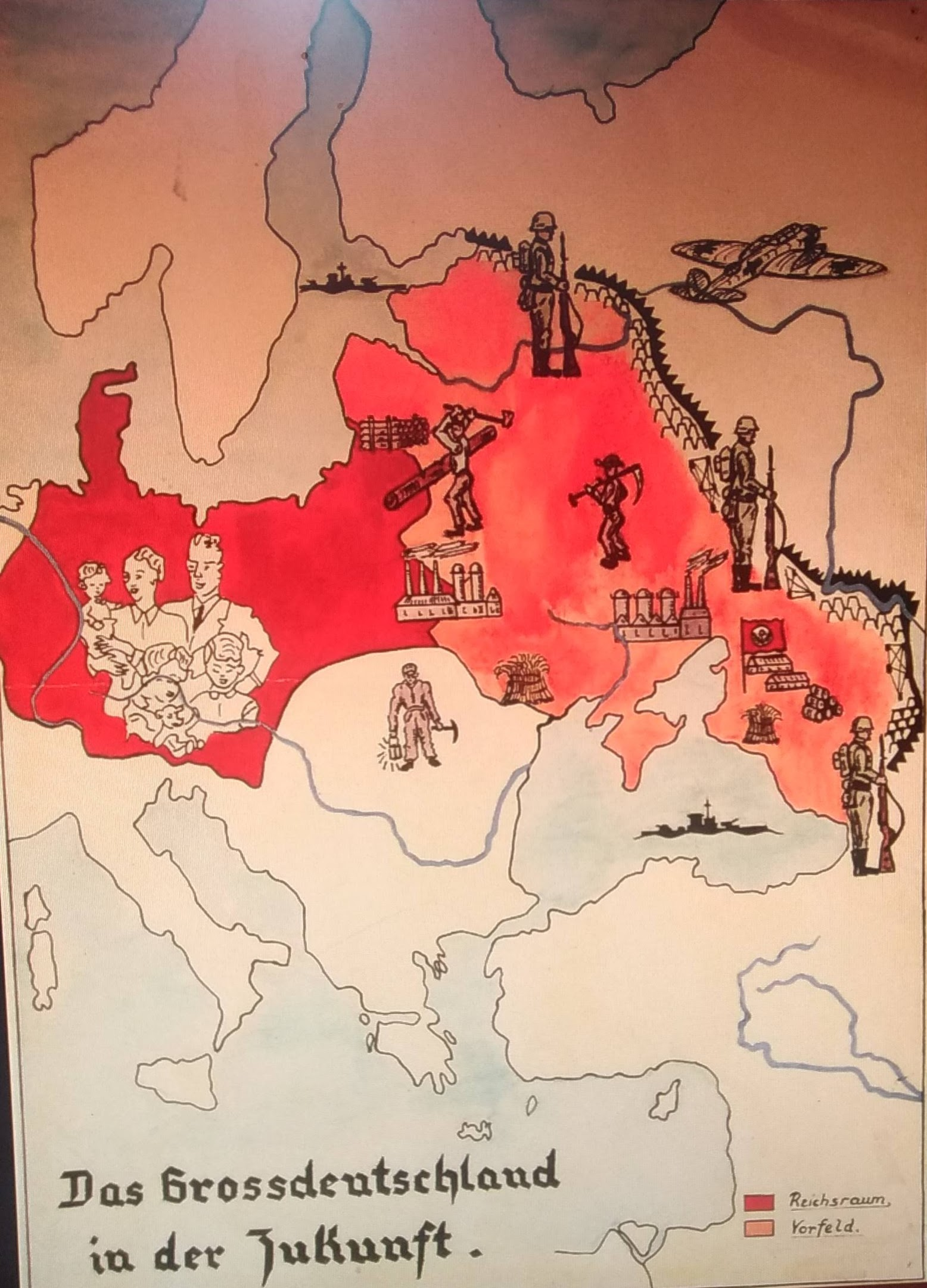
mapas de la Gran Alemania

La Línea Arcángel-Astracán o Línea A-A para abreviar, fue el objetivo militar de la Operación Barbarroja. También se conoce como la Línea Volga-Arcángel, así como (más raramente) la Línea Volga-Arcángel-Astracán. Fue mencionada por primera vez el 18 de diciembre de 1940 en la Directiva del Führer 21 (Fall Barbarossa) que estableció los objetivos y las condiciones de la invasión alemana de la Unión Soviética, describiendo el logro de la "Línea general Volga-Arcángel" como su objetivo militar general.

## Antecedentes
La línea tuvo sus orígenes en un estudio militar anterior llevado a cabo por Erich Marcks llamado Operación Proyecto Este. Este informe abogó por la ocupación de 'Rusia' (como insistió en llamar a la Unión Soviética) hasta la línea "Arcángel-Gorky-Rostov" para evitar que fuera una amenaza para Alemania en el futuro y "protegerla contra bombarderos enemigos". Marcks imaginó que la campaña, incluyendo la captura de Moscú y territorio más al este, requeriría entre nueve y diecisiete semanas para completarse.
La hipotética Línea A-A se extendía desde la ciudad portuaria de Arcángel en el Mar Blanco en el norte de Rusia a lo largo de la confluencia del río Volga hasta la ciudad portuaria de Astracán en la desembocadura del Volga en el Mar Caspio. La invasión alemana de la Unión Soviética no logró asegurar ninguno de estos objetivos.

## Objetivos
El plan era derrotar al Ejército Rojo al oeste de la línea en una campaña militar rápida en 1941 antes del inicio del invierno. La Wehrmacht asumió que la mayoría de los suministros militares soviéticos y la mayor parte de los alimentos y el potencial de población de la Unión Soviética existían en las tierras que se encontraban al oeste de la Línea A-A establecida. Si se alcanzara la línea, la Unión Soviética también se vería privada de alrededor del 86% de sus activos petroleros (territorios petroleros en el Cáucaso).
La línea A-A fue elegida como objetivo final de las hostilidades militares porque una ocupación de toda la Unión Soviética en una sola campaña militar se consideraba imposible en vista de sus dimensiones geográficas. Los restantes centros industriales soviéticos más hacia el este fueron planeados para ser destruidos por bombardeos aéreos, para los cuales se asignaría una Luftflotte completa ("flota aérea", equivalente en estatus a un grupo de ejércitos).